# 세피노
세피노(이탈리아어: Sepino)는 이탈리아 몰리세주 캄포바소도의 코무네다. 캄포바소로부터 남쪽 20km 거리에 있다.